# Aeroportul Internațional Tulsa
Aeroportul Internațional Tulsa (IATA: TUL, ICAO: KTUL, FAA LID: TUL) este un aeroport din Tulsa, Comitatul Tulsa, Oklahoma, Oklahoma, Statele Unite ale Americii ce deservește zona Tulsa. Aeroportul a fost tranzitat în 2023 de 3.144.567 de pasageri.
Situat la o altitudine de 206 m, aeroportul dispune de 3 piste.

## Infrastructură

### Piste
Aeroportul dispune de 3 piste: 
- pista 08/26 din beton, cu dimensiunile 7.376 picioare × 150 picioare
- pista 18L/36R din beton, cu dimensiunile 9.999 picioare × 150 picioare
- pista 18R/36L din asfalt, cu dimensiunile 6.101 picioare × 150 picioare